# 中国共产党驻共产国际代表团
中国共产党驻共产国际代表团是中国共产党历史上一个位于苏联境内的领导机构。1928年6月，中共在苏联莫斯科召开六大，会议期间，共产国际执委会主席布哈林宣布，今后共产国际不再向中国派遣常驻代表，改为中共在共产国际设立常驻代表团，共产国际通过常驻代表团指导中国革命。在此之前设有中共驻共产国际代表。从1928年6月到1940年2月，中共驻共产国际代表团宣布结束。历时12年，前后共有四届代表团。

## 历任代表
1928年之前的代表
1. 蔡和森（1925年起）
2. 向忠发（1927年至）

第一届代表团代表（1928年6月至1930年7月）
- 瞿秋白
- 张国焘
- 邓中夏
- 余飞
- 王若飞

第二届代表团代表（1931年9月至1937年11月）
- 王明
- 康生（1934年起）

第三届代表团代表（1937年11月至1938年4月）
- 王稼祥

第四届代表团代表（1938年3月至1940年2月）
- 任弼时

## 历史
1935年起，随着季米特洛夫主持共产国际工作和共产国际“七大”的召开（1935年7月25日至8月7日），王明的影响力已大为削弱。根源在于当时的世界特别是欧洲政治形势下，共产国际总结各国人民反法西斯斗争的经验教训，纠正“左”倾关门主义错误，制定了反法西斯人民阵线和民族反侵略统一战线的政策策略。而在制定统一战线政策的过程中，王明从共产国际“六大”和他本人的“左”倾观点出发，成为坚持错误意见的代表人物之一，并因此在1934年共产国际“七大”筹备过程中受到共产国际执委会的严肃批评。苏共中央马列主义研究院编写、索波列夫主编、莫斯科进步出版社1971年版的《共产国际史纲》记载：
“在讨论过程中也表达了各种不同的观点。一些委员会的成员——贝拉·库恩、洛佐夫斯基、克诺宁和王明——起初还捍卫过时的指导方针，仅仅同意对策略作一定的修改。他们要求对革命高潮的成熟程度作更高的估计，使共产国际陷入不现实的预测之中。他们起初坚持说，社会民主党仍应被视为资产阶级的支柱，右倾仍然是国际共产主义运动的主要危险，大多数国家的共产党革命工会应该保持独立，等等。但是，在深入的讨论过程中，这些观点逐渐被克服，主张这些观点的人也承认要修正自己的看法。1934年6月至8月预备委员会的讨论，奠定了共产主义运动新政治方针的基础。马克思列宁主义研究院中央党务档案 495/1/3/201-204”
1971年王明还在世而且就在莫斯科，苏联又出于意识形态对抗需要而大力扶植和宣传王明的历史功勋、中共元老地位，这段记载证明了王明在1935年共产国际“七大”前后“左”到什么程度、受批评到什么程度。
李光（即滕代远）1934年底到达莫斯科，并进入中共代表团工作，1935年又参加了共产国际“七大”，是王明在共产国际“七大”发言稿军事部分的起草人。陈潭秋（化名徐杰）、潘汉年（化名白林）、邓发（化名方林）、高自立、曾山（化名唐谷或唐古）、孔原、曾涌泉、杨松、赵毅敏等。1935年5月，遵照党中央关于恢复与共产国际的联系并向共产国际汇报遵义会议情况的决定，陈云（化名史平）从四川泸定到上海，于8月底9月初抵达莫斯科，参加中共代表团的领导工作，中共驻共产国际3名正式代表之一，并与滕代远等一起受到斯大林和其他苏联领导人的接见。吴玉章主管宣传工作，负责在巴黎出版中文版《救国时报》。潘汉年在陈云等的主持下，代表中国共产党开始国共合作抗日的最初接触。秉承共产国际七大的广泛的反法西斯统一战线的精神，杨松执笔起草了给东北的《六三指示信》、《为抗日救国告全体同胞书》（即《八一宣言》）和《东北抗日联军统一建制宣言》，由王明、康生签署发表。
王明在共产国际“七大”上当选为国际主席团委员、执委会执委、书记处候补书记，负责整个亚非拉民族殖民地工作。但从共产国际“七大”起，根据各国革命发展不平衡的实际情况，共产国际执委会的工作转移到制定国际共运的基本路线和政策策略上，原则上停止干涉各党内部事务。1935年10月13日，共产国际执委会主席团批准机关结构的决议，明确指定“季米特洛夫同志还负责处理中国问题”，同时任命杨松（俄文名瓦西里耶夫，前任吉东特委书记，1937年回国任《解放日报》第一任总编辑兼中宣部副部长）和郭绍棠（俄文名克雷莫夫）为国际书记处中国问题顾问，协助季米特洛夫工作。毛泽东曾充分肯定“季米特洛夫同志是个好同志，他帮过我们很多忙”。
1935年10月2日，中共代表团组建了满洲问题委员会，史宾（史平之误，即陈云）、唐古（即曾山）、孔原、白林（即潘汉年）、冯空（又作冯康，即魏拯民）、吴平（即杨松）、一民（即赵毅敏）等为委员，成为东北党和东北抗日联军的主要上级领导。 
1935年12月23日，在由米夫和中共代表团提出的1936年1至3月中国工作计划中，满洲工作统一由杨松负责；康生（共产国际七大后为中共代表团团长）被指定主要负责华侨、海员俱乐部、学校、筹备中共建党15周年纪念等项工作，并会同梁朴（即饶漱石）共同负责工会工作，会同杜宁（即杨之华，瞿秋白夫人）共同负责改组中国救济会工作。
陈云成为代表团主要领导后，在向共产国际汇报和给在莫斯科的斯大林东方劳动者共产主义大学第八分校（主要培养东北抗联干部）授课时，明确指出：“军事领导人在这一阶段（指长征初期）犯了一系列错误。现在，这些错误得到了彻底纠正。建立了坚强的领导班子来取代过去的领导人。党对军队的领导加强了。我们撤换了‘靠铅笔指挥的战略家’，推选毛泽东同志担任领导”“我们党能够而善于灵活、正确地领导国内战争，像毛泽东、朱德等军事领导人已经成熟起来，我们拥有一支真正富有自我牺牲精神、英勇无畏、为实现共产国际总路线而奋斗的干部队伍”“我们党应该在新的形势下改变自己的策略，在已占领的阵地的基础上建立起真正的抗日统一战线，并通过这条统一战线来取得中国苏维埃革命的彻底胜利。说我们没有前进，说我们在原地踏步，是毫无根据的”。大力宣传了遵义会议后形成的以毛泽东为首的新的党中央。共产国际“七大”上，毛泽东被誉为国际共运的五大“英勇旗手”之一，其他四位旗手是在监狱中和法庭上与德、日法西斯斗争的季米特洛夫、台尔曼、日共中央委员市川正一、匈牙利拉科西。甚至王明在共产国际七大上做中国问题报告时，出现了“毛泽东这个名字一经全世界代表听到之后，全体起立，热烈鼓掌，欢呼万岁的空气，延长到五分钟之久”的场景。毛泽东缺席当选为第七届共产国际执委会委员。1935年底1936年初，中共驻共产国际代表团起草了《毛泽东传略》一文，称毛泽东是“中国共产党的组织者与领导者”、“中国农民运动的领导者”、“中国苏维埃红军的创造者与领导者”、“伟大的军事天才家”、“世界革命领袖之一”、“斯大林在中国底最好的战友”、“最高的领袖”，表示“团结在他底周围，愿意在他底领导下作长期艰苦的斗争到最后一滴血”。中共驻共产国际代表团领导下的，在巴黎公开出版发行的中文《救国时报》，累计发表毛泽东著作20篇、照片15幅，其中斯诺所摄毛泽东头戴红军八角帽照片共发表6次，该报刊从未刊发王明照片；发表毛泽东生平1篇，即斯诺著《一个卓绝的伟人》。《救国时报》实际上承担了中央党报的职能，特别是成为孤悬敌后的东北抗联学习党中央精神、了解国内外局势的几乎唯一的渠道。

### 余声
1956年苏共中央主动向中共中央提出，把保存在苏联的中共驻共产国际代表团的档案移交给中国。中共中央办公厅秘书局副局长裴桐（负责档案工作），率田风起、乐尔耕组成三人接收小组赴苏联，从苏共中央马列主义研究院接收了两万余件中国共产党驻共产国际代表团的档案，历时一个月完成交接任务，档案安全运抵北京，保存在中共中央档案馆。这批档案，包括中共中央和一些地方机关、中共一大至六大党代会文件；“五卅”惨案和马日事变等重大事件的文件材料；中共驻共产国际代表团的文件材料，以及其他一些政治材料，如孙中山的声明、讲稿等。这些档案材料反映了中共早期历史和革命史上许多重大事件，极为珍贵。中共一大制定的《中国共产党第一个纲领》、《中国共产党第一个决议》，中共二大通过的《中国共产党第一个党章》，《中国共产党宣言》等都由于建党初期没有妥善的档案工作，国内没有保存下来；都是从这个渠道获得了保存在共产国际的俄文版原件，再由中共中央马恩列斯著作编译局译成中文。

### 引用
1. ↑  苏共中央马列主义研究院著索波列夫主编：《共产国际史纲》 北京  人民出版社  1985年版。
2. ↑  毛泽东1963年9月9日同新共主席威廉斯的谈话 《毛泽东著作专题摘编》下册第2369页  北京 中央文献出版社  2003年版。
3. ↑  中央文献研究室主办：《党的文献》 1992年第2期  63—71页.
4. ↑  冯子直. . 《中国档案报》.   [2020-12-11]. （原始内容存档于2016-11-29）. 参数|newspaper=与模板{{cite web}}不匹配（建议改用{{cite news}}或|website=） (帮助)